# جون إي. مادن
جون إي. مادن (بالإنجليزية: John E. Madden)‏ هو شخصية أعمال أمريكي، ولد في 28 ديسمبر 1856 في بيت لحم في الولايات المتحدة، وتوفي في 3 نوفمبر 1929 في نيويورك في الولايات المتحدة بسبب نوبة قلبية.